# Seppe Smits
Seppe Smits (Westmalle, 13 luglio 1991) è uno snowboarder belga.

## Biografia
Specialista di big air, halfpipe e slopestyle, ha esordito in Coppa del Mondo di snowboard il 7 ottobre 2007 a Rotterdam, nei Paesi Bassi.

## Palmarès

### Mondiali
- 5 medaglie:
  - 2 ori (slopestyle a La Molina 2011; slopestyle a Sierra Nevada 2017)
  - 2 argenti (big air a Gangwon 2009; big air a La Molina 2011)
  - 1 bronzo (big air a Stoneham 2013)

### Winter X Games
- 1 medaglia:
  - 1 bronzo (slopestyle ad Aspen 2013)

### Mondiali juniores
- 2 medaglie:
  - 1 argento (big air a Cardrona 2010)
  - 1 bronzo (slopestyle a Cardrona 2010)

### Coppa del Mondo
- Miglior piazzamento nella Coppa del Mondo generale di freestyle: 3º nel 2017
- Vincitore della Coppa del Mondo di big air nel 2013 e nel 2015
- Miglior piazzamento nella Coppa del Mondo di slopestyle: 4º nel 2016
- Miglior piazzamento nella Coppa del Mondo di halfpipe: 21º nel 2010
- 11 podi:
  - 4 vittorie
  - 4 secondi posti
  - 3 terzi posti

#### Coppa del Mondo - vittorie
| Data             | Luogo         | Paese   | Disciplina |
| ---------------- | ------------- | ------- | ---------- |
| 10 novembre 2012 | Anversa       | Belgio  | BA         |
| 20 dicembre 2014 | Istanbul      | Turchia | BA         |
| 27 gennaio 2017  | Alpe di Siusi | Italia  | SBS        |
| 16 marzo 2019    | Québec        | Canada  | BA         |

Legenda:

BA = Big air

SBS = Slopestyle